# Potentilla horrida
Potentilla horrida är en rosväxtart som beskrevs av Per Axel Rydberg. Potentilla horrida ingår i Fingerörtssläktet som ingår i familjen rosväxter. Inga underarter finns listade i Catalogue of Life.